# Nothocremastus incrassatus
Nothocremastus incrassatus är en stekelart som beskrevs av Narolsky 1990. Nothocremastus incrassatus ingår i släktet Nothocremastus och familjen brokparasitsteklar. Inga underarter finns listade i Catalogue of Life.